# Фишер, Юстус
Юстус Фишер (нем. Justus Fischer; род. 6 февраля 2003, Ганновер) — немецкий гандболист, выступает за гандбольный клуб «Ганновер-Бургдорф» и сборную Германии по гандболу. Серебряный призёр летних Олимпийских игр 2024 года.

## Карьера

### Клубная
Юстус Фишер с 2020 года играет за основную команду «Ганновер-Бургдорф». В возрасте 16 лет он дебютировал в основном составе в 3-м дивизионе. В Кубке Германии 2019/2020 годов Юстус впервые попал в первый состав. В сезоне Бундеслиги 2020/2021 года дебютировал в высшем дивизионе Германии. В октябре 2022 года подписал свой первый профессиональный контракт действительный до 2025 года.

### Международная карьера в сборной
В составе сборной Германии до 17 лет Фишер завоевал серебряную медаль на Европейском юношеском олимпийском фестивале 2019 года в Азербайджане. В составе сборной до 19 лет стал чемпионом Европы 2021 года в Хорватии. Также завоевывал титул на чемпионате мира до 21 года 2023 года. Фишер был выбран в команду всех звёзд как лучший защитник.
Перед чемпионатом мира 2023 года главный тренер сборной Альфред Гисласон включил Фишера в расширенный состав взрослой сборной Германии. Дебютировал в национальной сборной 27 апреля 2023 года в матче против Швеции, который закончился со счётом 23:32. Три дня спустя забил свои первые два гола в матче против Испании в Берлине, который закончился со счётом 32:31. Был в составе сборной на чемпионате Европы 2024 года, где Германия заняла 4-е место.
В августе 2024 года принимал участие в летних Олимпийских играх. Сборная Германии уступила в финале сборной Дании 26:39 и игроки сборной стали серебряными призёрами Олимпиады.